# Dicrania nigriceps
Dicrania nigriceps är en skalbaggsart som beskrevs av Guérin-Méneville 1829. Dicrania nigriceps ingår i släktet Dicrania och familjen Melolonthidae. Inga underarter finns listade i Catalogue of Life.